# Провулок Валі Котика (Київ)
Провулок Ва́лі Ко́тика — зниклий провулок, що існував у Ленінградському районі (нині — територія Святошинського) міста Києва, селище Біличі. Пролягав від Прилужної вулиці до вулиці Павленка (тепер — вулиця Христини Сушко).
Прилучалася вулиця Віденська.

## Історія
Провулок виник у 60-х роках XX століття, відтоді ж використовувалася назва провулок Валі Котика (на честь юного партизана-розвідника, Героя Радянського Союзу Валі Котика), оскільки провулок прилучався до вулиці вулиці Віденська (до 1966 року — вулиця Ворошилова).
Ліквідований наприкінці 1980-х років у зв'язку з частковим знесенням старої забудови селища Біличі та будівництва багатоповерхових будинків.